# Myrsine africana
Myrsine africana surge em todas as ilhas dos Açores onde é conhecido pelo nome popular de Tamujo. Aparece ainda no centro e Sul de África e também do Afeganistão ao Nepal. É um género botânico pertencente à família Myrsinaceae.